# Murifeld
Murifeld ist der statistische Bezirk 21 im Stadtteil IV Kirchenfeld-Schosshalde von Bern. Es ist zugleich ein kleineres gebräuchliches Quartier. Im statistischen Bezirk liegen ausserdem Jolimont (südlich der Buchserstrasse), Solacher/Melchenbühl, Sonnenhof, Weltpost und Wittigkofen. Es ist der östlichste Bezirk von Bern, und er bildet die Stadtgrenze zu Ostermundigen und Muri-Gümligen. Das gebräuchliche Quartier nördlich der Muristrasse grenzt an Ostring, Jolimont, Wittigkofen, Weltpost, Egghölzli und Elfenau/Brunnadern.
Im Jahr 2022 lebten im statistischen Bezirk 5152 Einwohner, davon 3782 Schweizer und 1370 Ausländer. Im kleineren gebräuchlichen Quartier lebten 1409 Personen, davon 1100 Schweizer und 299 Ausländer.
Zu Beginn des 20. Jahrhunderts war die Gegend durch Landgüter und Landwirtschaft geprägt (Wittigkofen, Saaligut, Ougspurgergut). Mit dem Bau der Kirchenfeldbrücke (1883) waren bis 1914 Voraussetzungen für eine geordnete Stadterweiterung in Richtung Muri und Ostermundigen geschaffen.
Das Quartier wird noch in Oberes (Obers) und Unteres Murifeld aufgeteilt.
Murifeld gehört mit den Quartieren Gewerbezone Galgenfeld und Freudenberg zu den Quartieren mit einer hohen relativen Armutsquote (definiert wenn weniger als 50 % des Medianeinkommens der Stadt Bern – CHF 49’693.00 – verdient wird).